# バート・イシュル
バート・イシュル（独: Bad Ischl）は、オーストリアのオーバーエスターライヒ州南部に属する基礎自治体 ( ゲマインデ ) 。ザルツカンマーグート地域中央に位置し、トラウン川が街を流れている。

## 歴史
ハルシュタット文化の時代より居住が確認されており、1262年に最初の記述がある。
1419年アルブレヒト2世によって「Salzkammer」と呼ばれる地方議会がWildenstein城に設立された。1466年にフリードリヒ3世によって市場都市の特権が与えられる。最初の岩塩鉱が1563年に開かれる。1597年には塩田も開かれた。
19世紀初頭に食塩水が医療用として使用されるようになり、クレメンス・メッテルニヒやフランツ・カール・フォン・エスターライヒなどの高貴な客人も訪れるお洒落なスパリゾートとなった。ホテル郵便局が1828年にザルツカンマーグート地域で最初の郵便局として開局した。
1849年、フランツ・カールの息子のフランツ・ヨーゼフ1世はこの町を夏の住居とした。
1853年8月19日にフランツ・ヨーゼフ1世とエリーザベトの婚約式がSeeauerhausで執り行われた。Seeauerhausには1989年まで、バート・イシュル博物館が存在した。
1854年に皇帝の母ゾフィーは結婚のお祝いとして、彼にカイザーヴィラ（Kaiservilla）の館を与えた。このヴィラはその後、皇帝家の夏の住居となった。フランツ・ヨーゼフ1世はそこを「地上の楽園」と記述した。
フランツ・ヨーゼフ1世は1914年7月28日にカイザーヴィラでセルビア王国に対する宣戦布告文書に署名した。これが第一次世界大戦の開始の合図であった。彼は翌日バート・イシュルを去り、再び戻ることは無かった。

## ゆかりのある人物
- ヘートヴィヒ・フォン・エスターライヒ＝トスカーナ : ハプスブルク＝トスカーナ家出身の大公女
- ヨハネス・ブラームス : この地にてクラリネット五重奏曲を完成させた。
- ルドルフ・ニールリッヒ : アルペンスキー選手
- ヴォルフガング・ロイツル : スキージャンプ選手
- アレクサンダー・バインダー : 映画監督
- オットー・シュタッフ : 植物学者
- ヘルムート・バーガー : 俳優
- オスカー・シュトラウス : 作曲家 ウィーン生まれ　当地没
- フランツ・レハール : 作曲家 コマールノ生まれ　当地没
- イェルク・ハイダー : 政治家 Bad Goisern生まれ　当地の学校に通学

## 参照
- 『ザルツブルクとチロル アルプスの山と街を歩く』、2013年、ダイヤモンド社